# Grzegorz Klich
Grzegorz Klich (ur. 4 lutego 1980) – polski hokeista, sędzia i trener hokejowy.

## Kariera zawodnicza
Jako zawodnik trenował w Zagłębiu Sosnowiec do drugiej klasy szkoły średniej, gdy przerwał karierę.

## Kariera sędziowska
Od około 18/19 roku życia był sędzią hokejowym. Był sędzią liniowym w rozgrywkach ekstraligi polskiej. Przez dwa sezony był też arbitrem międzynarodowym.

## Kariera trenerska
Podjął studia na AWF Katowice. Był trenerem żeńskiej drużyny Kojotki Janów w Polskiej Lidze Hokeja Kobiet. Od 6 grudnia 2012 do 2017 był głównym trenerem reprezentacji Polski kobiet, a potem równolegle był także szkoleniowcem kadry juniorek. Prowadził drużynę juniorską Zagłębia Sosnowiec do lat 20 Centralnej Lidze Juniorów od 2015 do 2018. Podjął również pracę w Szkole Mistrzostwa Sportowego w Sosnowcu. W sezonie Polskiej Hokej Ligi 2017/2018 był asystentem trenera drużyny SMS PZHL U20 Katowice. W następnej edycji PHL 2018/2019 był trenerem drużyny Kadra PZHL U23. W listopadzie 2017 objął funkcję asystenta trenera reprezentacji Polski do lat 20 i w tym charakterze uczestniczył w turniejach mistrzostw świata juniorów do lat 20 edycji 2018, 2019, 2020. DO 2018 był też asystentem trenera reprezentacji Polski do lat 18 i uczestniczył w turnieju mistrzostw świata juniorów do lat 18 edycji 2018. W 2020 został prezesem Uczniowskiego Klubu Sportowego Zagłębie w Sosnowcu i był trenerem juniorów w I lidze. Przed sezonem 2020/2021 został głównym trenerem Zagłębia Sosnowiec. 11 sierpnia 2022 ogłoszono jego mianowano na stanowisko asystenta trenera reprezentacji Polski seniorów, Róberta Kalábera. 2 lutego 2023 przyjęto w klubie jego rezygnację ze stanowiska. Od początku sezonu 2023/2024 prowadził drużyną Zagłębia w MHL, a 1 grudnia 2023 został ogłoszony szkoleniowcem Naprzodu Janów Katowice.

## Sukcesy
Szkoleniowe reprezentacyjne
- Awans do mistrzostw świata kobiet Dywizji IB: 2016 z Polską (kobiety)
- Awans do mistrzostw świata Elity: 2023 Polską (mężczyźni)

Szkoleniowe klubowe
- Złoty medal mistrzostw Polski juniorów starszych do lat 20: 2016 z Zagłębiem Sosnowiec
- Brązowy medal mistrzostw Polski juniorów starszych do lat 20: 2018 z Zagłębiem Sosnowiec
- Złoty medal I ligi: 2020 z UKS Zagłębie Sosnowiec